# Henri Roger-Viollet
Pour les articles homonymes, voir Roger-Viollet (homonymie), Roger et Viollet.
Henri Roger-Viollet, né Henri Roger le 30 avril 1869 à Paris  6e où il est mort le 6 mars 1946, est un ingénieur chimiste, industriel et photographe français.
En 1900, il accole, à son nom celui de sa femme Jeanne Viollet pour se distinguer dans la famille Roger. Il est le père d'Hélène Roger-Viollet qui fonde en 1938 l'agence photographique Roger-Viollet.

## Biographie
Henri Roger est le fils d’Édouard Roger, professeur de droit, et de son épouse, Henriette Roustain. Henri est le cadet des 4 enfants du couple, ses ainés sont Léon, qui deviendra prêtre, Ernest, scientifique de renom et la seule fille, Marie. La famille habite rue Servandoni dans le 6ème arrondissement de Paris. Ernest initie son cadet de 4 ans à la science et lui explique la photographie, Henri fera ses premières photos à 11 ans. Les deux frères fabriquent eux-mêmes leurs émulsions sur plaque de verre et font des tirages sur papier albuminé. Dès ses débuts, Henri prendra l'habitude de cataloguer toutes ses prises de vues, notant sujets, dates et temps de pose, il se passionne également pour l'astronomie. Son père meurt alors qu'il a 16 ans alors qu'il fréquente le lycée Louis-le-Grand et obtient un baccalauréat en latin-grec. Il prépare l'entrée à l’École centrale Paris.
Il entre dans la vie active en travaillant pour la société Carpentier qui fabrique des instruments d'optique. Il continue de remplir des albums photo, évènements et portraits de famille, exposition universelle, construction de la tour Eiffel qu'il traite en reporter photo jour après jour. Vers 1890, il est embauché comme ingénieur aux usines Edison à Ivry-sur-Seine. Au début du XXe siècle, Henri Roger-Viollet reprend une manufacture de bronzes d’éclairage au 168, rue Saint-Maur à Paris, alliant ses talents d’ingénieur et de chimiste. Il y fait les transmutations pétrole-gaz et gaz-électricité. Il installe entre autres les « colonnes montantes », étudie ou exécute des appareils spéciaux pour l’incandescence, et produit de la cuivrerie ou de la robinetterie. Après quelques revers financiers, il vend sa manufacture de bronzes d’éclairage à Charlopeau et Cie. Mais il s’illustre plus particulièrement dans deux domaines : l’astronomie — apparenté à l’astronome Émile Fron, il possède près d'une dizaine de lunettes et fut l’un des premiers découvreurs de la nova du 18 juin 1918 — et la photographie.
En 1900, il a trente-et-un ans quand il se marie avec Jeanne Viollet, fille de l'historien Paul Viollet, catholique dreyfusard, cofondateur de la Ligue des droits de l’homme. Il prend alors le nom de « Roger-Viollet » pour se distinguer des autres membres de la famille Roger. Il est le père de six enfants, cinq filles, Hélène, l'ainée, fondatrice avec son mari Jean Fischer en 1938 de la célèbre agence photographique Roger-Viollet, Jenny, puis les jumelles Marie-Jeanne et Marie-Louise, Lydie en 1906 et enfin un garçon, Édouard, né en 1911. Régulièrement, il fixera sur papier photo les évènements familiaux, créant des mises en scènes originales ou saugrenues. C'est l'ainée Hélène qui l'aidera très tôt au travail de laboratoire. Il est mobilisé lors de la Première Guerre mondiale et sert comme capitaine, mais sa femme meurt en 1918, puis en 1919 Édouard est emporté par une méningite. Ses filles mariées, il entreprendra de nombreux voyages lointains, constituant un fonds photographique considérable et classé de plus de 10 000 clichés qui a été préservé.

## Un photographe curieux et inventif
Il expérimente toutes les facettes de la photographie, angles de vue improbables, ombres chinoises et trucages par surimpression dès 1893 alors que les films de Georges Méliès utilisant cette technique n'existeront pas avant 1896. Il réalise de nombreuses photos où il se fait apparaître plusieurs fois (bilocation, et même trilocation) avec des mises en scène, telle cette de partie de jeu de Dames où il joue contre lui-même et fait aussi l'arbitre ou encore tenant sa tête coupée dans un plat (années 1890-1900) ; il profite aussi de la trichromie pour prendre, au début du XXe siècle, des clichés en couleurs de grande qualité. Tout au long de sa vie, c'est la modernité de ses clichés qui font de lui un photographe original, illustrant la vie parisienne ou française de 1880 à 1945, maniant un humour que sa fille Hélène conservera volontiers par la suite.

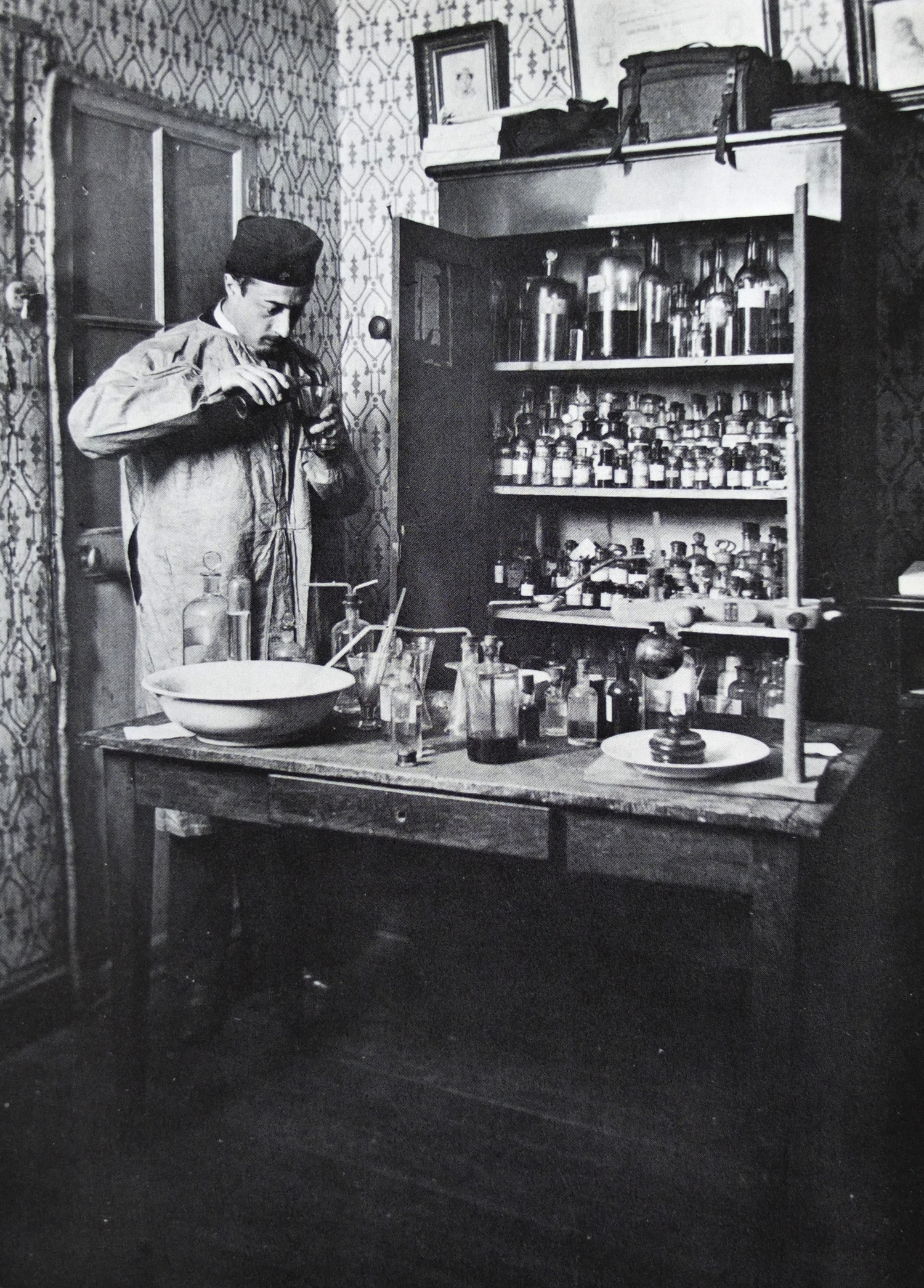
Henri Roger dans son laboratoire en 1892.
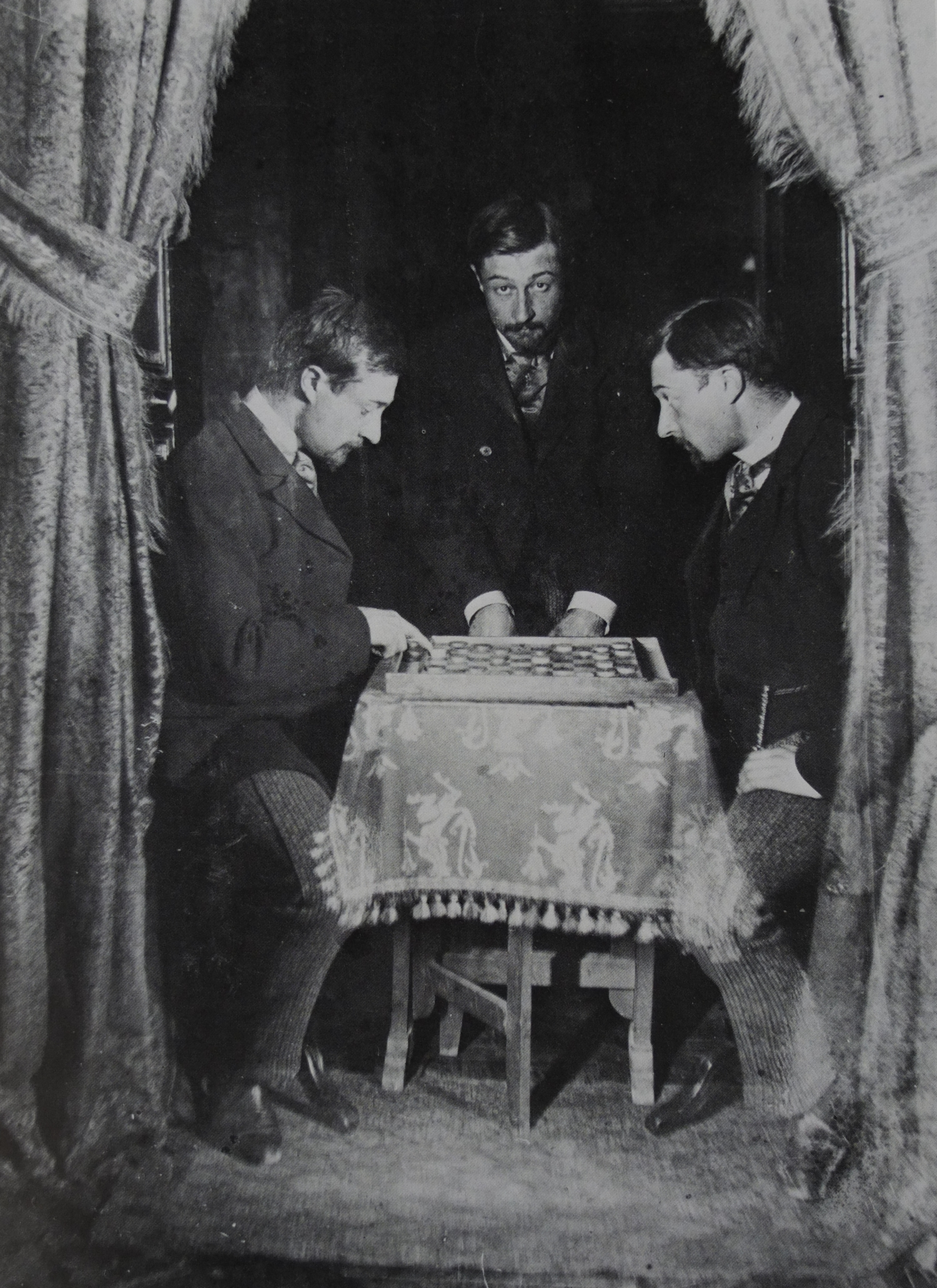
Trucage (trilocation) par surimpression.
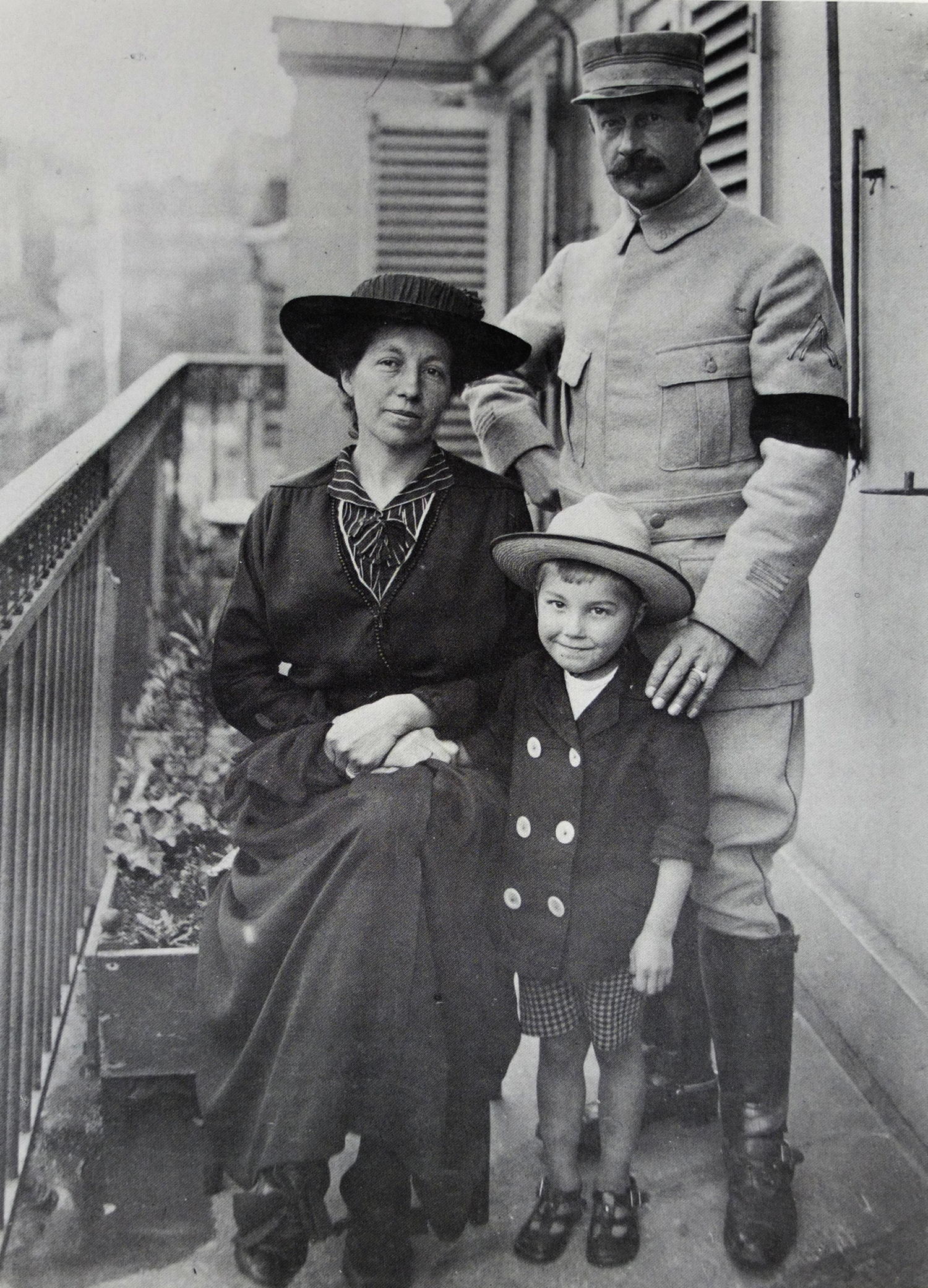
Henri, sa femme et son fils en 1916.
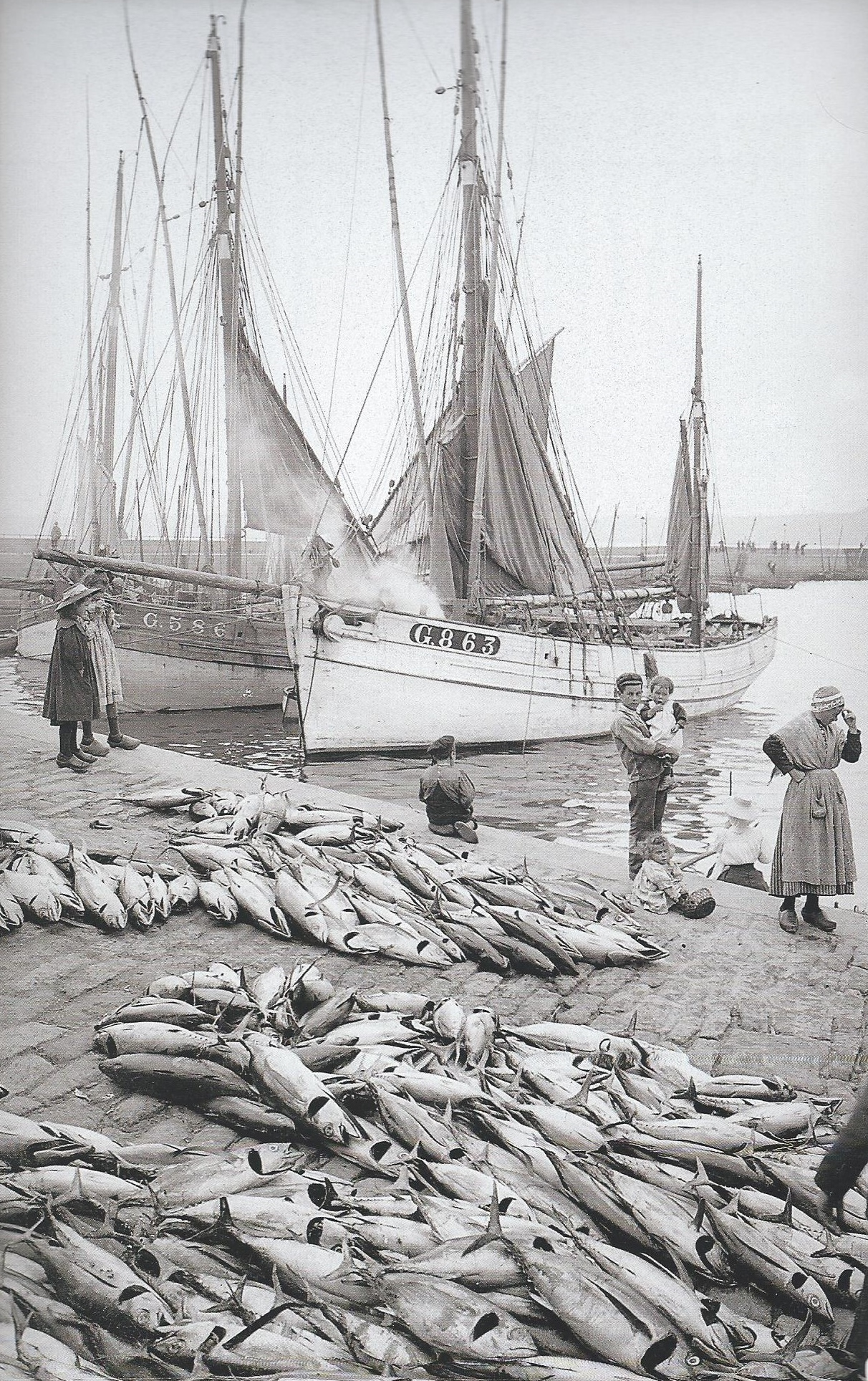
Thoniers à Douarnenez, 1913.
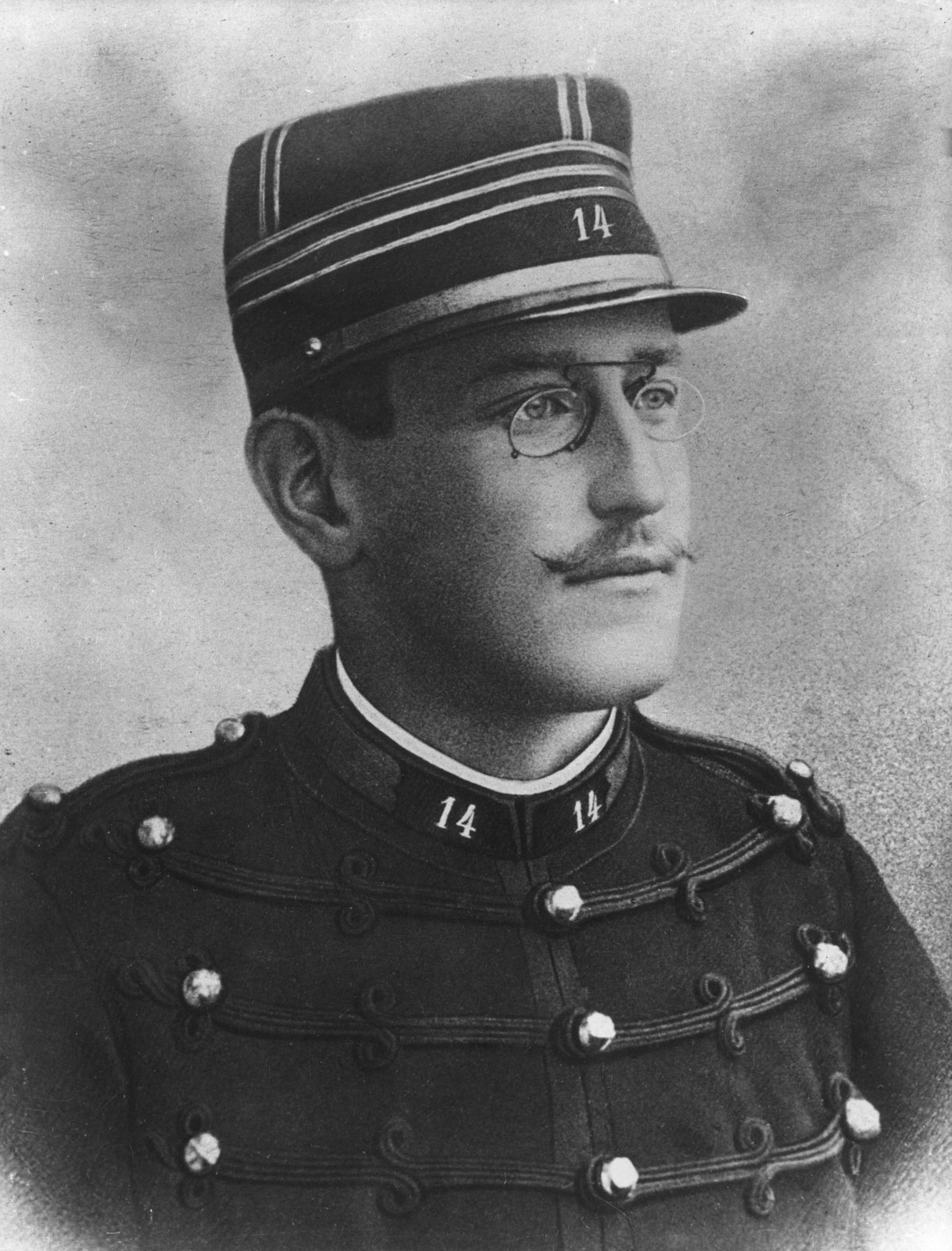
Portrait du capitaine Alfred Dreyfus, avant 1894.